# بخش اگواس وردس
بخش اگواس وردس (به اسپانیایی: Aguas Verdes District) بخشی در پرو است که در زارومیلا واقع شده‌است.

## خصوصیات
بخش اگواس وردس ۴۶٫۰۶ کیلومترمربع مساحت و ۱۲٬۷۸۹ نفر جمعیت دارد و ۷ متر بالاتر از سطح دریا واقع شده‌است.